# Municipio de Wayne (condado de Muskingum)
El municipio de Wayne (en inglés: Wayne Township) es un municipio ubicado en el condado de Muskingum en el estado estadounidense de Ohio. En el año 2010 tenía una población de 4731 habitantes y una densidad poblacional de 74,33 personas por km².

## Geografía
El municipio de Wayne se encuentra ubicado en las coordenadas 39°53′50″N 81°56′7″O / 39.89722, -81.93528. Según la Oficina del Censo de los Estados Unidos, el municipio tiene una superficie total de 63.65 km², de la cual 62.71 km² corresponden a tierra firme y (1.48%) 0.94 km² es agua.

## Demografía
Según el censo de 2010, había 4731 personas residiendo en el municipio de Wayne. La densidad de población era de 74,33 hab./km². De los 4731 habitantes, el municipio de Wayne estaba compuesto por el 97.51% blancos, el 0.59% eran afroamericanos, el 0.21% eran amerindios, el 0.21% eran asiáticos, el 0.02% eran isleños del Pacífico, el 0.38% eran de otras razas y el 1.08% pertenecían a dos o más razas. Del total de la población el 0.66% eran hispanos o latinos de cualquier raza.